# Televen
Televen (contracción de Televisión Venezolana; oficialmente Corporación Televen C. A.) es una cadena de televisión abierta venezolana. El canal fue fundado por Omar Camero, y comenzó sus transmisiones el 3 de julio de 1988.
Transmite desde la ciudad de Caracas a través de frecuencias terrestres de señal abierta para todo el país, además de estar presente en los servicios de televisión por suscripción, contar con una señal en EE. UU. bajo el nombre de Televen América y una señal internacional denominada Televen Stream Internacional. Venevisión es en la actualidad su principal y más fuerte competencia.

## Historia

### Primeros años (1986-1999)
En 1986, la Corporación Televen comienza sus operaciones en el Centro Empresarial Miranda, ubicado en Los Ruices, Caracas. En esa fecha, se crearon los departamentos de administración, recursos humanos, comercialización e ingeniería. Un año más tarde, en 1987, se realizó en el teatro Chacaíto la primera preventa.
El 3 de julio de 1988, Televen comenzó sus transmisiones por el canal 10 de Caracas. En ese entonces, la estación no realizaba producciones propias y sus transmisiones cubrían sólo el área metropolitana de Caracas. Pocos meses después surgen los primeros programas hechos por Televen como Teledeportes con Max Lefeld, Marco Vinicio Lacavalerie y Alvis Cedeño; VH-10 con Marco Antonio Lacavalerie hijo ("Musiuito") y Fortuna 10 con Corina Azopardo. Además, se transmite la primera telenovela brasilera a las 09:00 p. m., Niña Moza, de 1986.
Desde 1988 hasta 2000, Televen tuvo su sede en el Centro Comercial Los Chaguaramos, ubicado en la urbanización del mismo nombre en Caracas.
El 18 de enero de 1989, Omar Camero Zamora, presidente del canal, solicitó una conferencia de prensa para aclarar que Televen no se había vendido, pero el 33 % de las acciones de la compañía habían sido compradas por un grupo de empresarios judicialmente gestionado por Pedro Tinoco. En marzo del mismo año, el vicepresidente de Producción de Televen, Jorge Font, anunció la adquisición de los teatros Cedros y Macaracuay para el uso de desarrollar estudios de televisión realizados por el canal.
Con la ayuda de inversores incluyendo personalidades de la industria de la televisión en Venezuela como Guillermo "Fantástico" González en la década de 1990, Televen expandió su cobertura a todo el país, logrando atraer a una audiencia más grande que la cadena estatal Venezolana de Televisión.
El 27 de noviembre de 1992, durante el segundo intento de golpe de Estado, la señal de Televen no fue tomada por las tropas rebeldes, pero otras estaciones sí fueron tomadas, siendo el único canal en permanecer al aire durante la intentona golpista. Televen fue usada por el presidente Carlos Andrés Pérez para anunciar que el gobierno tenía la situación controlada.
El 15 de junio de 1993, Televen puso en servicio su mayor torre-antena con la altura de 150 m, 24 paneles de transmisión y 30 kW de potencia, que permite llegar su señal para toda Zulia.
En sus inicios, Televen tuvo programación similar al de los canales de televisión por suscripción, orientada a la clase media. El canal emitía programas de opinión, deportivos, películas, series extranjeras (principalmente estadounidenses) y telenovelas latinoamericanas, específicamente de Brasil, Chile, Colombia y México.
Desde el 28 de octubre de 1993, Televen comienza a emitir programación 24/7, siendo el primer canal que logra tal cometido. En 1997, el canal lanza su propio sitio web: televen.com. En ese mismo año, el sitio web ganó el premio ANDA en el renglón “Nuevas Tecnologías Publicitarias”.
Posteriormente, Televen amplió su cobertura a otras zonas del país. Se adquirieron 8 transmisores para ciudades como Maturín, Valle de la Pascua, Mérida, Valencia y Puerto Cabello. En 1998, el canal empieza a transmitir su señal a través del satélite Intelsat 806.
Finalizando la década, Televen empezó a emitir series animadas de Disney, Nickelodeon, Cartoon Network, Warner Bros., Marvel, entre otros. También difundió algunas series de anime de mucho éxito desde finales de la década de 1990, entre ellas, las sagas de Caballeros del Zodiaco, una de las primeras en emitir, seguido de Dragon Ball, Sailor Moon, Samurái X, Slayers.

### Década de 2000

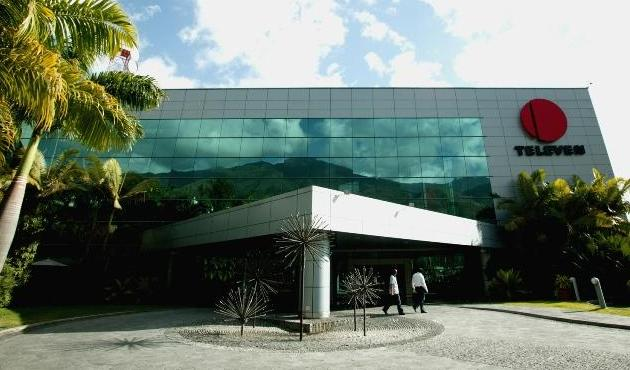
Sede actual de Televen desde 2000, en la Avenida Rómulo Gallegos.

A partir de 2000, Televen traslada sus operaciones a la zona industrial de Horizonte, en la Avenida Rómulo Gallegos, donde se encontraba la antigua fábrica de chocolates Savoy, construido por Manuel Fuentes y Asociados bajo la supervisión del arquitecto Jorge Sánchez. Contando para aquel momento con 30000 m² de construcción, donde había cuatro estudios, uno de prensa, dos de variedades, otro gigante y un auditorium. El edificio principal es de cinco niveles: 25000 m², mientras un edificio <nexo de ocho niveles: 2500 m². Siendo hasta la actualidad la sede oficial del canal. Un año después, en 2001, Televen comenzó la producción de su primera telenovela Los últimos.
Para 2002, el canal basó su estrategia programática en colocar productos nacionales en el horario estelar y ampliar su audiencia meta a las clases sociales ABCD. Además de adquirir la producción de Bienvenidos de Miguel Ángel Landa, la cual Venevisión había cancelado; no obstante, al poco tiempo fue igualmente cancelado dado su rotundo fracaso. Lo cual marcó la salida definitiva del aire de este espacio.
Entre 2003 y 2004, el canal transmite el programa Zona Creativa, con una temática relativa a los spots publicitarios.
En 2005, el canal estrena la novela Guayoyo Express y en 2007 se estrena El gato tuerto.
En 2009, tras lograr alianzas con Caracol Televisión y RCN Televisión, Televen agregó a su programación telenovelas producidas por ambas cadenas con temática de narcotráfico en el horario estelar. Al poco tiempo, estas fueron sacados del aire por leyes de CONATEL; también son retirados del aire producciones de Telemundo como Caso cerrado y La reina del sur.

### Década de 2010
En 2012, Televen comienza a realizar producciones en alta definición comenzando por Nacer contigo, la primera telenovela grabada por el canal en HD. En el mismo año, finaliza la alianza entre Telemundo y RTI Televisión, después que RTI realizará un trato con la empresa mexicana Televisa, donde las telenovelas grabadas en Venezuela se transmitirían por Televen, iniciando por Las Bandidas. En febrero del mismo año, Televen firma un acuerdo de colaboración con CadenaTres de México para la coproducción de telenovelas, donde originarían producciones como Dulce amargo en 2013 y Nora en 2014. Además, el canal por primera vez incursiona en la coproducción de unitarios como Escándalos y Prueba de Fe, o la serie Tómame o déjame, grabada en la ciudad de Miami, Estados Unidos, junto con productores independientes.
En 2011, Televen transmitió el programa ¿Quién Quiere ser Millonario?, conducido por Eladio Lárez y producido por RCTV. Se transmitió los domingos a las 09:00 p. m.. También transmitió el programa humorístico Misión Emilio con Emilio Lovera.
A partir de 2014, el canal pasa a emitir telenovelas de RCTV, entre ellas, Que el cielo me explique, Toda una dama, Mi gorda bella, Mis 3 hermanas, Mi prima Ciela, Carita pintada, La mujer de Judas, Viva la Pepa, El desprecio, La Inolvidable, La Trepadora, Corazón traicionado, Nadie me dirá cómo quererte, Amantes, Juana, la virgen, Angélica Pecado Libres como el viento, además de títulos como productora independiente, entre ellos. Eneamiga, Ellas aman, ellos mienten o Piel salvaje. Ese año salió de la parrilla el programa de Luis Chataing, quien declaró que se debió a presiones del gobierno de Nicolás Maduro al canal.
En 2015 la familia Camero acordó la venta de Televen por el equivalente a 350 millones de dólares (en euros) con la empresa holandesa Hanson Holland 2 (rebautizada como Leeuwarden Investments B.V. en 2017) del Hanson Group, un grupo de inversión fundado en 2010 por el inglés Robert William Hanson y el alemán Christian Patrick Terörde, quienes formaron parte de la primera junta directiva de la Cadena Capriles tras haberla comprado en 2013 a través de su filial Latam Media Holding, ayudados por el banquero Víctor Vargas. La venta, sin embargo, no se concretó.

### Década de 2020
En 2022, se anunció el regreso de las transmisiones deportivas al canal, tras adquirir los derechos de la FIFA para la transmisión de la Copa Mundial de Catar en abril, los cuales iniciaron con la Copa Mundial Femenina de Fútbol Sub-20. El 20 de julio de 2022, el espacio deportivo Teledeportes vuelve al canal, después de 2 décadas de ausencia, a lo que posteriormente se sumarían las transmisiones de la Superliga de Baloncesto en julio, las Grandes Ligas de Béisbol en agosto, y la Liga Venezolana de Béisbol Profesional en octubre.
El 15 de noviembre de 2022, Televen estrenó su señal de alta definición a través de operadoras como Inter, NetUno y CANTV Televisión Satelital, convirtiéndose así en el tercer canal abierto en alta definición de Venezuela.
En 2023, surgieron cambios de horario en las horas estelares desde las 04:00 p. m. hasta las 12:00 a. m. 
El 14 de septiembre de 2023, buscando querer competir con las plataformas de streaming ya existentes en el país, Televen estrenó su plataforma de streaming, Televen Stream, ofreciendo tanto la señal en vivo de su canal de televisión por internet principal Televen Stream Internacional como una selección de contenido VOD de sus programas, noticieros, series, reality shows, etc.
En octubre de 2023 Televen estrenó lo que fue su primer programa de telerrealidad, El hato. En septiembre de 2024 se lanzó Estrellas de la Cocina.
El 9 de octubre de 2024, la televisora anunció por medio de su programa de información, El Noticiero, que la señal de Televen dejaría de transmitirse en la señal de la Televisión Digital Abierta (TDA), asegurando de que sucede por motivos “ajenos a su voluntad” y pidieron a los televidentes seguir su transmisión a través de su canal de YouTube. Además de estar fuera de la TDA, la señal dejaría de estar disponible en el satélite Intelsat35e, y por consiguiente, fuera del servicio FTA Venezuela.

## Señales

### Televen
Es la señal en definición estándar (SD) que utiliza Televen para trasmitir en la señal abierta del todo el país, tanto por la televisión analógica como en la Televisión Digital Abierta (hasta su salida de esta en 2024). Esta señal difiere de su señal en alta definición (HD) tanto en calidad como en programación, limitando la transmisión de ciertos programas como la transmisión de eventos deportivos internacionales.

### Televen América
Esta señal fue lanzada bajo el nombre de Televen América en una alianza estratégica de Olympusat (corporación de televisión por streaming con sede en Estados Unidos) con Televen, anunciando la exportación de su programación en alta definición fuera de Venezuela.
El lanzamiento oficial de la señal estadounidense de Televen se produjo en el mes de diciembre de 2015. La programación de Televen América incluye contenido original tales como telenovelas, series, programas de variedades y otros que serán producidos por la cadena en alta definición en Venezuela. La señal está disponible actualmente en la plataforma VEMOX, para el público hispano en los Estados Unidos.

### Televen HD
Es la señal en alta definición (HD) de Televen, creada por motivo de la transmisión de la Copa Mundial de Fútbol 2022, siendo estrenada el 15 de noviembre de 2022 para Venezuela, con la finalidad principal de transmitir en alta definición los partidos de fútbol y demás programación mediante la televisión por suscripción y su plataforma de streaming, Televen Stream (en su versión de sitio web), mientras que las señales de televisión abierta (TDA hasta 2024, VHF y UHF) en definición estándar (SD) no transmitirían estos partidos.

### Televen Stream Internacional
Tras el lanzamiento de la plataforma de streaming, Televen Stream, Televen estrenó un canal de televisión por internet para dicha plataforma, denominado Televen Stream Internacional. Esta señal solamente se encuentra disponible en las aplicaciones móviles de Televen Stream, ausentándose en su versión de sitio web, siendo reemplazada por la señal principal de Televen.

## Programación
Su programación consiste principalmente entre semana de Telenovelas Mexicanas de TV Azteca, y Colombianas de Caracol Televisión y RCN Televisión en el horario vespertino y estelar, magazines matutinos y programas de variedades, también emite series infantiles y juveniles a las 03:00 p. m., programas de humor, noticieros en sus tres emisiones en horario matutino, meridiano y estelar, por las noches series y programas como talks shows, los fines de semana se transmite películas, espacios de opinión y programas de concursos. La mayor parte de los espacios transmitidos está conformado por programas realizados en el canal. Actualmente, en el canal también se están transmitiendo telenovelas antiguas de RCTV Producciones a las 02:00 p. m., mientras que a partir de 2021 vuelve a transmitir Telenovelas Brasileñas de Rede Globo, Rede Manchete y SBT.

### Telenovelas

#### 2000s
| #  | Año  | Programa        |
| -- | ---- | --------------- |
| 01 | 2001 | Los últimos     |
| 02 | 2005 | Guayoyo Express |
| 03 | 2007 | El gato tuerto  |

#### 2010s
| #  | Año  | Telenovela / Serie | Escritor            | Productor             | Ref.   |
| -- | ---- | ------------------ | ------------------- | --------------------- | ------ |
| 04 | 2012 | Nacer contigo      | José Simón Escalona | María Eugenia Marrero |        |
| 05 | 2012 | Dulce amargo       | Iris Dubs           | Juan Pablo Zamora     |        |
| 06 | 2014 | Nora               | Ibsen Martínez      | Igor Manrique         | [ 31 ] |
| 07 | 2015 | A puro corazón     | César Sierra        | Alejandro León        |        |
| 08 | 2015 | Escándalos         | César Sierra        | Jhony Pulido          |        |

## El Noticiero
El Noticiero Televen, nombre del espacio de noticias de la cadena Televen. Su lema es Nuestro deber es informar, opinar es su derecho.
En el año 1988, con el nacimiento de Televen surge bajo el nombre de Telediario. Sin embargo, sólo se transmitían avances del mismo. Al poco tiempo, al comenzar sus emisiones, se decidió adoptar el nombre de El Noticiero, el cual se conserva aún vigente.

## Exclusividades de transmisión

### Premiaciones
- Premios Pepsi Music Venezuela

### Programas de competencia
- El Hato
- Estrellas de la cocina

### Eventos deportivos
- Superliga Profesional de Baloncesto
- Grandes Ligas de Béisbol
- Liga Venezolana de Béisbol Profesional
- Copa Mundial de Fútbol de la FIFA (2022, 2026, 2030)
- Liga Mayor de Béisbol Profesional
- Campeonato Sudamericano de Fútbol Sub-20 de 2023
- Campeonato Sudamericano Femenino Sub-20 de 2024
- Serie del Caribe
- Clásico Mundial de Béisbol
- Copa Mundial de Fútbol Sub-20 de 2023
- Copa Mundial Femenina de Fútbol de la FIFA 2023
- Primera División de Venezuela
- Clasificación de Conmebol para la Copa Mundial de Fútbol de 2026
- Copa Mundial de Fútbol Sub-17 de 2023
- Partidos de la selección de fútbol de Venezuela
- Torneo Preolímpico Sudamericano Sub-23 de 2024
- Copa América 2024
- Juegos Olímpicos (Los Ángeles 2028, Brisbane 2032)

### Anteriormente
Televen consiguió, junto a Venevisión, adquirir los derechos de transmisión exclusiva de los partidos de béisbol nacional que anteriormente le pertenecían a RCTV. Además, Televen consiguió los derechos de emitir partidos del béisbol estadounidense de las Grandes Ligas, pero nunca compró los derechos para los mundiales de fútbol de 1994, 1998 y 2002, los cuales fueron adquiridos por RCTV, Venevisión y VTV (en Venezuela estos canales siempre transmitían en conjunto los partidos del mundial hasta la implementación de la normativa de exclusividad impuesta por la FIFA en 2004). Entre 1993 y 1995, transmitió también el baloncesto de la LPB. También transmitió para todo el país la Fórmula 1, siendo así el primer canal de televisión en el país en transmitir la categoría reina del automovilismo. Televen transmitió las Eurocopas de 2000 y 2004 y el fútbol italiano.

## Locutores
- Argel Ortega (1988-1990)
- Arturo Camero (1988-1990)
- Graziano Giaquinto (1988-2000)
- Javier Zayas (1988-2004)
- José Duarte (1989-1995)
- Marco Antonio López (1990-2002)
- Eduardo Cabrera (1993-2011)
- Santiago Duarte (1993-2015)
- Humberto Del Río (1995-2005)
- José Corona (1998)
- Edgar García (2001-2002)
- Juan Carlos Morcuende (2003-presente)
- Jaime Suárez (2015-2018)
- Jesús Conde (2018-2023)

## Incidencias
- Televen, al igual que otros medios de comunicación privados de Venezuela, como Venevisión y las extintas RCTV y CMT, fue acusado de ser un presunto partícipe del Golpe de Estado del 11 de abril de 2002. También se le criticó desde Miraflores el respaldo al Paro petrolero de 2002-2003.
- También ha sido acusado junto a Venevisión por el presidente Nicolás Maduro de supuestamente "conspirar" y realizar "apología del delito" por emitir imágenes en su noticiero de las Protestas en Venezuela de 2014, la Consulta nacional de 2017[33] y de la "falta" de cobertura a las Elecciones a la Asamblea Nacional Constituyente de 2017,[34] del cual recibiría una sanción por parte de CONATEL.[35]
- El canal ha sido también afectado en su programación por sanciones de CONATEL, ya que esto ha representado la salida de programas de variedades o el cambio en el formato del mismo, siendo algunos casos programas como ¿Hay corazón?,[36] Caso cerrado[37] o Los Simpson.[38] También se han presentado casos de "presiones", como la salida del programa Chataing TV.[39]